# Wu-Tang Clan
Der Wu-Tang Clan ist eine Hip-Hop-Gruppe aus New York City. Anfang der 1990er etablierte sie einen musikalisch neuen, düsteren und surrealen Stil im Hip-Hop. Gegenüber den immer sauberer werdenden Funk- und Popanleihen der damaligen Hip-Hop-Welt setzten sie Posse Cuts und experimentelle Beats ein. Ihr Debütalbum Enter the Wu-Tang (36 Chambers) gilt als Meilenstein in der Hip-Hop-Geschichte.
Die Texte setzten sich vom hedonistisch geprägten Gangsta-Rap ab und versuchten sich an einer pessimistischeren Beschreibung der Ghetto-Welt, die aber stark von Mythologie aus Kung-Fu-Filmen geprägt waren. Mit der später eingeführten Bekleidungsmarke Wu Wear setzten sie einen neuen vielfach kopierten Trend: Heutzutage verdienen viele Hip-Hop-Gruppen mehr an ihren Bekleidungsmarken als an der Musik.
Der Name der Gruppe ist dem Film Shaolin and Wu Tang entlehnt, aus dem sie etliche Audiosamples für ihr erstes Release Enter the Wu-Tang (36 Chambers) entnahmen. Thema ist die chinesische Kampfkunst Wudangquan, der nach dem als Heimat der inneren Kampfkünste bekannten Wudang-Gebirge in China benannt ist. Personen aus dem Umfeld der Gruppe, die aus Staten Island stammen, werden in den Texten der Gruppe oft als Shaolin bezeichnet.

## Der Clan
Der Wu-Tang Clan führte eine Organisationsreform in die Hip-Hop-Szene ein, die es so bis dahin nicht gegeben hatte und die viele Nachahmer fand. Zwar waren Auftreten und Organisation als „Posse“ (Freundeskreis, Gruppe) auch vorher schon in der Szene verbreitet, der Clan aber bildete ein wesentlich engeres und stark auf Vermarktung ausgerichtetes System, das im Laufe der Zeit immer mehr erweitert wurde. Der Clan mit seinen ursprünglich neun Mitgliedern (nach dem Tod des als Ol’ Dirty Bastard bekannt gewordenen Russel Jones waren es acht und seit 2007 wieder neun Mitglieder) bildet die Kerngruppe, um die sich eine Vielzahl von Künstlern gruppiert. Alle Mitglieder des Clans sind auch als Solokünstler aktiv, haben eigene Plattenverträge und ein eigenes Management. Die künstlerische Leitung und die Entscheidungen darüber, was veröffentlicht wird, erfolgt durch den Hip-Hop-Musiker RZA. Das Logo der Band war dabei so bekannt, dass das Hip-Hop-Magazin The Source es 1997 anstelle der Musiker auf das Cover setzte.
Gruppen wie die Ruff Ryders, Diggin’ in the Crates oder The Diplomats übernahmen später erfolgreich das Konzept.
Um den Clan herum entstanden zahlreiche Firmen, die ihn in vielen Bereichen vermarkteten: Die bekannteste dabei ist wahrscheinlich die Bekleidungsmarke Wu Wear. Die Clan-Mitglieder veröffentlichten einen Comic, bereits 1993 eine Internetseite und das Videospiel Shaolin Style. Mehrere Plattenlabel sind sehr Wu-nah. Neuestes Projekt ist das Label Wu-Latino, das mehrere Reggaeton- und Latin Hip-Hop-Künstler unter Vertrag nahm.

### Clan-Mitglieder
- Robert Diggs alias RZA; Produzent und Rapper. Gilt als Hauptgründer und Kopf hinter der Idee des Wu-Tang Clans. Tritt auch als Prince Rakeem, Abbott, Rzarector, Bobby Steels, Bobby Digital auf und steuerte u. a. Filmmusik für Ghost Dog: Der Weg des Samurai, Blade: Trinity, Kill Bill und Afro Samurai bei.
- Gary Grice alias GZA; Rapper, Cousin von RZA und Ol’ Dirty Bastard sowie einer der drei Gruppengründer. Tritt auch als The Genius oder Justice Maximillion auf. Die zwei Cousins GZA und RZA benannten sich nach dem Geräusch, das die Namen Genius und Robert ergeben würden, wenn sie auf einem Turntable gescratcht würden. Die Namen werden also in einem Wort ausgesprochen, meistens mit einem vorangestellten Artikel, also etwa The Dsch’sa und The R’sa.
- † Russell Jones alias Ol’ Dirty Bastard; Rapper, Cousin von RZA und GZA sowie einer der drei Gruppengründer. War auch als Solo-Rapper sehr erfolgreich, starb 2004 an einem Herzinfarkt, verursacht durch eine Überdosis Kokain und Tramadol. Trat auch als Dirt Dog, Dirt McGirt, Big Baby Jesus,  Unique Ason, Cyrus, Joe Bananas, Jesus, BZA und Osirus auf.
- Clifford Smith alias Method Man; Rapper, neben Ol’ Dirty Bastard der erfolgreichste Solo-Künstler der frühen Zeit. Tritt auch als Johnny Blaze, Hot Nikkels, Long John Silver, Shakwon, Ticallion Stallion, The Iron Lung, Methtical, The MZA, Meth und Mr. Meth auf.
- Dennis Coles alias Ghostface Killah; Rapper, einziges Mitglied, das die ganze Zeit über einen Vertrag als Solo-Künstler bei einem Major hatte. Tritt auch als Tony Starks oder Ironman auf.
- Jason Hunter alias Inspectah Deck, The Rebel INS, Rollie Fingaz, 5th Brother und Manifesto. Agiert als Rapper und Produzent. Prägte maßgeblich das erste Wu-Tang Clan Album Enter The Wu-Tang – 36 Chambers mit seinen Parts auf den beiden Lead-Singles Protect Ya Neck und C.R.E.A.M., die letztendlich das Fundament für den Erfolg des Wu-Tang Clan bildeten. Er veröffentlichte 1999 nach etlichen Verzögerungen sein Debütalbum Uncontrolled Substance, 2003 folgte dann The Movement und 2006 das The Resident Patient-Mixtape, das er über sein eigenes Label „Urban Icon“ Records auf den Markt brachte.
- Lamont Hawkins alias U-God; Rapper, musste wie Inspectah Deck lang auf ein Solo-Album warten. Zerstritt sich zwischenzeitlich mit RZA. Tritt auch als Baby U, Golden Arms, 4 Bar Killer oder Lucky Hands auf.
- Corey Woods alias Raekwon; Rapper, ebenfalls früh solo erfolgreich. Tritt auch als Shallah Raekwon alias Chef alias Lou bzw. Lex Diamonds auf. 1995 veröffentlichte er eines der einflussreichsten Hip-Hop-Alben der 1990er, welches den Namen Only Built 4 Cuban Linx… trägt
- Elgin Turner alias Masta Killa; Rapper, musste bis 2004 mit seinem Solo-Album (No said Date) warten und steht für den Stil der Frühzeit. Tritt auch als Noodles, Jamal Irief oder High Chief auf.
- Darryl Hill alias Cappadonna ist laut RZA seit 8 Diagrams offizielles Mitglied des Wu-Tang Clans.[1]

### Umfeld
Neben den eigentlichen Mitgliedern gehört ein Umfeld zur Gruppe Plattenlabel, Gruppen mit Wu-Tang-Mitgliedern, Rapper, die oft auf Wu-Tang-Alben Gastauftritte haben, Produzenten, die sie produzieren und andere.

Das Logo des Wu-Tang Clan – Ein als W stilisierter Vogel.

Zu den Produzenten gehört Mathematics, der die Mitglieder schon aus der Frühzeit kennt und Platten in einem Stil produziert, der sehr an den frühen Stil der Gruppe erinnert. Der ebenfalls als Graffiti-Sprayer bekannte Mathematics entwarf unter anderem das Adler-Logo der Gruppe. Die Wu-Elements True Master und 4th Disciple kennen die Gruppenmitglieder ebenfalls schon aus der Phase vor der Clan-Gründung. Sie co-produzierten ebenso wie Ol’ Dirty Bastards Bruder 12 O’Clock Stücke auf der ersten LP und produzierten allein unter anderem mehrere Tracks der zweiten Gruppen-LP. 4th Disciple konzentriert sich heute vor allem auf die Arbeit mit dem ebenfalls zum Umfeld gehörenden Gruppen Killarmy, Sunz Of Man, und Wu-Syndicate. 12 O’Clock arbeitet nicht nur als Produzent, sondern trat auch als Rapper auf zahlreichen Alben auf und ist Mitglied bei Bklyn Zu.
Prominente Rapper aus dem Umfeld sind neben Cappadonna Streetlife, 9th Prince, und Killah Priest. Streetlife ist ein enger Freund von Method Man, trat seit Wu-Tang Forever (1997) auf allen Gruppen- und vielen Soloalben auf und ist neben Cappadonna am ehesten daran, ein zehntes offizielles Mitglied zu werden. Killah Priest ist Mitglied der Gruppe Sunz of Man, die mit Unterstützung von ODB kommerziell erfolgreich den Earth, Wind and Fire-Song Shining Star coverten. Ol’ Dirty Bastard bekam bei seinen Solo-Alben Hilfe der Gruppe „Brooklyn Zoo“, deren Name an die Gegend erinnert, aus der ODB ursprünglich stammt und auf die er sich öfter in seinen Lyrics bezieht. Nach dem Tod von ODB veröffentlichten sie 2007 ihr erstes eigenes Album.
Die wahrscheinlich bekannteste Gruppe aus dem Umfeld des Clans ist Killarmy. Ihr gehört neben 4th Disciple auch RZAs jüngerer Bruder 9th Prince an. Die Gruppe veröffentlichte von 1997 bis 2001 drei Alben unter eigenem Namen. Die übrigen Mitglieder – Islord, Dom Pachino and Killa Sin – traten auch bei diversen Wu-Tang-Produktionen in Erscheinung. Ebenfalls familiäre Verbindungen zum Clan hat GP Wu. In ihr rappt unter anderem Ghostface Killahs Cousin „Pop Da Brown Hornet“. Ihr Debütalbum Don’t Go Against the Grain erschien 1998 bei MCA Records.
Zum näheren Umfeld des Clans gehört Redman, der zusammen mit Method Man verschiedene Tracks aufnahm. Mit ihm drehte er auch den Film So High unter der Regie von Jesse Dylan. Den Soundtrack dazu gestaltete die Gruppe Cypress Hill, deren Mitglied DJ Muggs zusammen mit GZA das Album Grandmasters, DJ Muggs vs. GZA aufnahm. Das Duo Method Man und Redman gastierte ebenfalls auf dem Song Red, Meth & B vom Cypress Hill-Album Stoned Raiders.
Nicht direkt als Musiker tätig sind zum Beispiel Divine, ein anderer älterer Bruder von RZA, und Poppa Wu. Während Divine als CEO der Wu Music Group arbeitet, ist Poppa Wu Philosoph der Five Percent Nation. Er beeinflusste die Mitglieder stark in diese Richtung; Bezüge auf Lehren der Five Percent Nation treten in späteren Veröffentlichungen häufig auf. Poppa Wu hält regelmäßig Lesungen über einzelne Wu-Tang-Tracks und veröffentlichte 2000 Visions Of The 10th Chamber – faktisch eine Zusammenstellung von diversen Wu-Tang-Tracks mit zwischenzeitlichen Sprachbeiträgen von Poppa Wu.

## Geschichte

### Gründung des Clans
Die drei Gründer und Initiatoren waren GZA, ODB und RZA. Sie waren auch die Gründer der Hip-Hop-Gruppe Force of the Imperial Master, die unter dem Namen ihres populärsten Tracks – All In Together Now Crew – bekannt wurde. Sie konnte das Interesse einiger Produzenten, darunter Biz Markie wecken, bekam aber letztlich keinen Plattenvertrag und auch die Szene reagierte nicht übermäßig begeistert auf die Gruppe. Sie löste sich deshalb in den frühen neunziger Jahren auf. RZA (als Prince Rakeem) und GZA (als The Genius) versuchten sich an Solo-Karrieren, bekamen auch Plattenverträge, blieben insgesamt aber weiter erfolglos. Ausgelöst durch ihre bisherigen Frustrationen mit der Musikindustrie, entwickelten sie ihren revolutionären Geschäftsplan.
RZA ist de facto der Entscheidungsträger in der Gruppe und produziert die Clan- und viele der Solo-Alben. Geprägt haben ihn der frühe Hip Hop New Yorks von DJ Jones und MC Punch, zahlreiche Kung-Fu-Filme vor allem aus Hong Kong, die in Kinos am Times Square spielten und die Prediger der Five Percent Nation.
Ab 1992 sammelten die drei die anderen Mitglieder des Clans zusammen: sie griffen dabei auf Freunde und Verwandte aus Staten Island (im Umfeld der Künstler einfach nur „Shaolin“ genannt) in New York City zurück, von denen sie jeweils 100 US-Dollar für die Produktion der ersten Single einsammelten. Die anderen Originalmitglieder sind Method Man, Ghostface Killah, Inspectah Deck, U-God, Raekwon und Masta Killa.
Den Gruppennamen haben sie – wie andere Hip-Hop-Acts auch – zu einem backronym gemacht. Dem Clan zufolge könnte er „Witty Unpredictable Talent And Natural Game“, „Wisdom, Universe, Truth, Allah, Nation, and God“ oder „We Usually Take All Niggaz Garments“ bedeuten.

### Enter the Wu-Tang
Erste Bekanntheit in der Szene erlangte die Gruppe durch ihren 1993er Track Protect Ya Neck. Die Single war selbst produziert, die Wu-Tang-Mitglieder verkauften sie auf Konzerten, aus dem Kofferraum ihres Autos heraus und versuchten, die Single persönlich bei Radiosendern zu platzieren.

Wu-Tang Clan-Managerin Eva Ries während einer Podiumsdiskussion in der Popakademie in ihrer Heimatstadt Mannheim (2024)

Die Gruppe hatte trotzdem Probleme, einen Major-Vertrag zu unterzeichnen: Zum Clan-Konzept gehörte es zwar, den Clan auf ein Label festzulegen, allen Mitgliedern aber die Freiheit zu geben, auch bei anderen Firmen zu veröffentlichen. Sie wollten so ihre Unabhängigkeit bewahren und eine stärkere Stellung gegenüber den großen Plattenfirmen einnehmen. Schließlich ließ sich Loud Records auf diese Bedingungen ein. Die Produktion zu Enter the Wu-Tang: 36 Chambers lag in den Händen von RZA, der die anderen Bandmitglieder das gemixte Album, inklusive ihrer eigenen Anteile, erst hören ließ, als es komplett fertig war. 36 Chambers wurde ein weltweiter Erfolg und taucht heute regelmäßig in Bestes Hip-Hop-Album aller Zeiten-Zusammenstellungen auf. In Protect Ya Neck bringt GZA das künstlerische Konzept der Gruppe und ihr Verhältnis zu Major-Labeln auf den Punkt: Wer ist dein A&R. Ein Bergsteiger, der E-Gitarre spielt // Aber er kennt die Bedeutung von Hip Hop nicht, während er nach einem Krawatten-Anzug-Rap sucht, der sauberer ist als ein Stück Seife// Und ich bin das dreckigste Wesen in Sicht, um genau zu sein, holt die Mädchen und lasst uns Schlammcatchen. Den erfolgreichen Karriereverlauf des Wu-Tang Clans begleitete die deutsche Marketingstrategin Eva Ries aus Mannheim, die früher als Hard'n'Heavy-Fotografin gearbeitet hat, als Tourmanagerin 1991 mit den Alternative-Rockbands Sonic Youth und Nirvana unterwegs war und mit dem Wu-Tang Clan auf Welttournee ging, um die geschäftlichen Aspekte des Clans abzuwickeln, was nicht selten von Konflikten mit der HipHop-Band geprägt war.
Die Gruppe wurde schnell für ihre klaustrophobischen Texte, basslastige, experimentelle Breakbeats sowie einen schrägen Sinn für Humor bekannt, die sie in eine Mythenwelt aus traditioneller chinesischer Volkskultur, Legenden und Stilmitteln von Martial-Arts-Filmen einbetteten. Das New Yorker Szenemagazin The Village Voice beschreibt sie 13 Jahre später als a sprawling collective of grimy, violent, hyperarticulate knuckleheads coming out of nowhere.
Einen Einblick in ihren damaligen Stil gibt der Track Wu Tang: 7th Chamber ihres Debütalbums. Insgesamt rappen auf dem Posse Cut sieben der Clanmitglieder. Gewaltszenarien, die immer wieder durch Humor gebrochen werden, nehmen einen großen Raum ein, ebenso wie verschiedene Selbstbezüge und der immer wieder vorgetragene Anspruch, die Hip-Hop-Szene zu verändern.
Der Erfolg des Albums etablierte den Bandnamen und machte die Mitglieder bekannt genug, um GZA, RZA, Raekwon, Method Man und Ol’ Dirty Bastard Solo-Verträge bei Majorlabeln zu ermöglichen. Getreu dem Konzept, sich eine möglichst große Unabhängigkeit von einer Plattenfirma zu erhalten, unterschrieben die Mitglieder ihre Verträge bei verschiedenen Firmen. Die Veröffentlichungen des Clan erschienen auf RCA, GZA unterschrieb bei Geffen, Ol’ Dirty Bastard bei Elektra Records, Method Man bei Def Jam, Raekwon blieb bei RCA. Das Konzept für Gruppe und Solo-Künstler, verschiedene Verträge zu schließen, behielt danach einige Jahre den Beinamen „Wu-Tang Deal“. Mittlerweile ist es in der Szene aber so weit verbreitet, dass es als Quasi-Standard keinen eigenen Namen mehr benötigt. Die Band ist auch berühmt für ihre Battle-Rap-Fertigkeiten.

### Liquid Swords: Erfolgreiche Solo-Veröffentlichungen (1993–1997)
RZA begann die Gründung des Wu-Tang Clans mit einem „Fünfjahresplan“: Demnach versprach er den Gruppenmitgliedern, innerhalb von fünf Jahren die Hip-Hop-Welt zu erobern, wenn er die absolute Kontrolle über den künstlerischen Output der Gruppenmitglieder haben sollte. Nachdem das erste Album einen immensen Eindruck bei Kritikern und in der Szene hinterlassen hatte, begann er, einzelne Clan-Mitglieder in die Öffentlichkeit zu bringen.
Das erste Nebenprojekt, das ein eigenes Album veröffentlichte, war RZAs eigenes Projekt Gravediggaz. Zusammen mit dem Produzenten Prince Paul (De La Soul) und den MCs Frukwan (Stetsasonic) und Poetic (Brothers Grimm), veröffentlichte er das Album Six Feet Deep, das wahrscheinlich kommerziell erfolgreichste Horrorcore-Album der Hip-Hop-Geschichte.
Bis 1997 produzierte RZA alle Veröffentlichungen von Wu-Tang-Mitgliedern. Die ersten Solo-Veröffentlichungen setzten die Linie der 36 Chambers fort: Method Mans Tical entsprach musikalisch den 36 Chambers, Ol’ Dirty Bastards Return to the 36 Chambers: The Dirty Version wirkte stärker auf das nötigste konzentriert, weniger eingängig und härter als die 36 Chambers, orientierte sich aber merklich daran.
Ende 1995 folgten dann die beiden Veröffentlichungen, die neben den Clan-Alben selbst am ehesten zu den Hip-Hop-Klassikern zählen: Raekwons Only Built 4 Cuban Linx war ein vielfältiges Epos, das im kriminellen Milieu angesiedelt war. Die Beats waren opulenter, RZA begann Streichinstrumente und Samples des klassischen Soul aus den 1960ern einzubauen. Mit dem Gastauftritt von Nas war erstmals ein Nicht-Wu-Tang-Künstler auf einem Wu-Tang-Album zu hören. GZAs Liquid Swords hatte ähnliche Anlagen zu einem Inner-City-Epos wie Raekwons Album, war jedoch textlich und musikalisch dunkler, RZA arbeitete dort viel mit Keyboards.
1996 folgte Ghostface Killah mit einem eigenen Album: Ironman bewegte sich in der Mitte zwischen dem sehr dunklen Liquid Swords und dem sentimentaleren Cuban Linx. In dieser Zeit ließ sich der Einfluss von RZA deutlich auf jedem Album hören; obwohl die Alben als Solo-Alben verkauft wurden, waren sie durch zahlreiche Gastauftritte anderer Clan-Mitglieder geprägt. Raekwons und Ghostfaces Alben hatten nur zwei beziehungsweise drei echte Solo-Tracks, während auf anderen Tracks des Albums nur andere Wu-Tang-Mitglieder zu hören waren, nicht jedoch Raekwon oder Ghostface.
Nachdem alle Alben hervorragende Kritiken und Verkaufszahlen gesammelt hatten, waren auch die einzelnen Mitglieder als Solo-Künstler im Markt etabliert. Das Wu-Tang-Clan-Doppel-Album Wu-Tang Forever gab sich keine Mühe, sich dem Mainstream-Markt anzupassen. Die erste Singleauskopplung Triumph war ein neunminütiger „Posse Cut“ ohne Refrains; viele Raps des Albums waren beim Zuhören nur schwer verständliche Bewusstseinsstrom-Raps. Trotzdem verkaufte es sich in der ersten Woche nach Veröffentlichung 600.000 Mal und stieg auf Platz 1 der Charts ein. Musikalisch baute es auf den letzten Solo-Veröffentlichungen auf: Keyboards und Streicher-Samples spielten eine wichtige Rolle, die Raps waren dunkel, mythisch und von den Lehren der Five Percent Nation beeinflusst. Erstmals gab RZA seine Rolle als Produzent auf und ließ größere Teile des Albums von den Wu-Elements True Master und 4th Disciple produzieren. Die Live-Tour zum Album brach der Clan nach ungefähr der Hälfte der Tour ab; in der Musikpresse mutmaßten viele, es wäre zu Streitigkeiten innerhalb des Clans gekommen.

### The Swarm: Expansion (1997–2000)
Nach seinen ersten Erfolgen expandierte der Clan rapide und produzierte und förderte vor allem das Clan-Umfeld: Cappadonna tauchte das erste Mal auf Raekwons Debütalbum auf und nahm eine wichtige Rolle auf Ironman und Wu-Tang Forever ein. Seine Solo-LP The Pillage erschien 1998. Killah Priest veröffentlichte Heavy Mental mit großem Erfolg bei den Kritikern. Verschiedene Gruppen veröffentlichten ebenfalls Alben, die vom Clan produziert und gefördert wurden: Sunz of Man mit Killah Priest und Killarmy mit RZAs jüngerem Bruder. Die Compilation Wu Tang Killa Beez: The Swarm enthielt Solo-Veröffentlichungen verschiedener Mitglieder, stellte aber vor allem eine Vielzahl weiterer Crews vor, die enge Beziehungen zum Clan aufwiesen.
Daraufhin folgten weitere Solo-Veröffentlichungen der Mitglieder. Die vier Mitglieder, die bereits ein Album veröffentlicht hatten, schoben einen zweiten Release hinterher. Die meisten anderen Mitglieder veröffentlichten ihre erste Solo-LP, Ausnahme blieb Masta Killa, der bis 2004 mit seinem Debüt warten musste. RZA produzierte den Soundtrack für Jim Jarmuschs Film Ghost Dog – Der Weg des Samurai: diverse Clan-Mitglieder hatten Tracks auf dem Music inspired by the film-Album.
Zu den musikalisch weiterhin hochstehenden Veröffentlichungen der Mitglieder und bestimmter Freunde kamen jedoch auch zahlreiche mittelmäßige Produktionen unter dem Wu-Label, die auf wenig Gegenliebe bei Fans und Kritikern stießen: Die Platten von Poppa Wu, Shyheim, GP Wu, Wu-Syndicate, die zweiten Veröffentlichungen von Gravediggaz und Killarmy, ein Best-of-Album und eine B-Seiten-Sammlung beschädigten das Image des Wu-Tang Clans.
Die Veröffentlichungsflut zwischen 1997 und 2000 wird deshalb oft verantwortlich für den Popularitätseinbruch gemacht, der in dieser Zeit begann und sich nach 2000 massiv fortsetzte. 2000 begann der Melody Maker eine Rezension mit Another month, another Wu-Tang side project. Die Reaktionen selbst auf die Solo-Alben der Clan-Mitglieder waren gemischt, die Verkaufszahlen sanken. Einzelne Alben wie Ghostface Killahs Veröffentlichungen begeisterten zwar weiterhin die Kritiker, während Method Man und Ol’ Dirty Bastard sich als Solo-Künstler etablieren konnten: die Fähigkeit die Musikwelt zu revolutionieren und in Aufregung zu versetzen war dem Wu-Tang aber anscheinend über die Jahre abhandengekommen. Oft beschwerten sich sowohl Kritiker als auch Fans, dass RZA mit seinen experimentellen und aufregenden Beats immer weniger produzierte. Immer mehr Produktionen stammten von solideren und berechenbaren Produzenten aus dem Umfeld oder wurden ganz an Außenseiter wie die Trackmasters Entertainment oder The Neptunes vergeben. Zahlreiche Alben, deren Veröffentlichung bereits angekündigt worden war, mussten verschoben werden, teilweise um mehrere Jahre.
In der Gruppe kam es zu ersten Spannungen. Der Wu Tang Clan spielte 1997 auf einer Tour vor Rage Against the Machine. Das große Publikum waren keine klassischen Hip-Hörer, der Clan sollte so in weiteren Kreisen bekannt gemacht werden. Einige Clan-Mitglieder allerdings fühlten sich vor einem Rock-Publikum unwohl und am falschen Ort. Schließlich beschloss der Clan durch Mehrheitsentscheidung die Tour abzubrechen und beim Summer Jam 1997 des Radiosenders Hot 97 aufzutreten. Eine Entscheidung, die wiederum andere Clan-Mitglieder verbitterte. Der Auftritt beim Summer Jam war ein Desaster, Ghostface Killah beispielsweise beschimpfte Publikum und Veranstalter und der Radiosender selbst boykottierte den Clan für einige Jahre nach dem Auftritt.
Zu den künstlerischen Problemen kam das zunehmend exzentrische Verhalten von Ol’ Dirty Bastard, das ihn regelmäßig in die Schlagzeilen und ins Gefängnis brachte. Bei den Grammy Awards 1998 protestierte er während Shawn Colvins Dankesrede auf der Bühne dagegen, dass der Clan nicht den Grammy für das beste Rap-Album gewonnen hatte. Er wurde mehrfach verhaftet, unter anderem für Körperverletzung, Nötigung, Ladendiebstahl, das Tragen passiver Bewaffnung und Kokainbesitz. Seine Probleme vergrößerten sich, da er regelmäßig Gerichtstermine ignorierte.

### Trendsetter: Wu Wear
Ein weiteres Standbein schuf sich der Clan durch die Bekleidungsmarke Wu Wear, deren Produkte mittlerweile selbst einen Jahresumsatz in Millionenhöhe erwirtschaften. Ursprünglich nur als Reaktion auf zahlreiche Bootleg-Shirts entstanden, entwickelte sich daraus eine große Kollektion an Designerwear. Der Clan setzte damit einen Trend in der Street-fashion-Produktion, dem ab 2000 auch zahlreiche andere Rapper folgten. Ludacris, Jay-Z, Puff Daddy, Busta Rhymes, Nelly und viele andere produzierten ebenfalls eigene Designerkleidung: viele der Rapper verdienen an ihren Bekleidungsmarken mittlerweile wesentlich mehr als an ihrer Musik.

### The Yin and the Yang: Auflösungserscheinungen (2000–2011)
Nach 1997 begannen sich Auflösungserscheinungen zu zeigen. Diverse Seiten- und Nebenprojekte hatten immer weniger mit dem Stil und Image des Clans zu tun. Eine neue Veröffentlichung der Gruppe folgte 2000 mit The W. Die Kritiker reagierten positiv, wenn auch bei weitem nicht mehr so enthusiastisch wie ehedem, auf das Wu-Tang-Album. Die Single Gravel Pit, die durch ein extravagantes Video im Stil der Familie Feuerstein beworben wurde, wurde ein Hit. Bei den Aufnahmen zu The W fehlte Ol’ Dirty Bastard, der in Kalifornien im Gefängnis saß, da er seine letzten Bewährungsauflagen nicht eingehalten hatte. Während er in Haft eine Drogentherapie fast vollendet hatte, entkam er plötzlich, verschwand spurlos und trat überraschend bei der Record-Release-Party für The W auf der Bühne auf. Er konnte noch aus dem Club entkommen, wenig später fing ihn aber die Polizei in Philadelphia, die ihn nach New York City überstellte, wo er wegen Kokain-Besitzes ins Gefängnis kam.
RZA (als Bobby Digital) veröffentlichte kurz danach Digital Bullet, Ghostface Killah Bulletproof Wallets und Cappadonna The Yin and the Yang. Die nächste Veröffentlichung des ganzen Clans folgte bereits 2001 mit Iron Flag, wieder war Ol’ Dirty Bastard nicht beteiligt. Die Kritik war überwiegend positiv.
Daraufhin folgten wieder viele Solo-Veröffentlichungen von GZA, Cappadonna, Method Man, Raekwon, Ghostface Killah, Inspectah Deck, Masta Killa und Mathematics. Die Reaktionen auf die Alben waren allerdings wenig enthusiastisch. Einzig Masta Killas No Said Date, das wieder wesentlich näher am ursprünglichen Wu-Tang-Sound lag und Ghostfaces The Pretty Toney Album, das auch im Mainstream Anklang fand, konnte die Fans und die Kritiker begeistern. Auf Ghostfaces Werk war allerdings kein anderes Clan-Mitglied beteiligt: eine Situation, die vorher undenkbar gewesen wäre. Ghostface ist einer der wenigen, der die gesamte Zeit seit der Gründung einen Plattenvertrag bei einem Majorlabel hatte und regelmäßig von Kritikern bejubelte Platten veröffentlichte.
In diese Zeit fielen diverse Fernsehauftritte, die zwar die Popularität des Clans ausnutzten, aber nur wenig mit dem ursprünglichen künstlerischen Konzept zu tun hatten: RZA, Cappadonna und Killarmy traten in der Episode „Adolf Hankler“ in der US-Sitcom Die Larry Sanders Show auf. In einer der zwei Szenen singen sie den Song And Justice For All mit dem Filmcharakter Hank Kingsley. Einige Mitglieder der Gruppe spielten in zwei Sketchen in der Sendung Chappelle's Show des US-Kabelfernsehkanals Comedy Central mit. Der erste Sketch ist in Episode 107 zu sehen und hieß „Wu-Tang Financial“. In der Folge betreiben RZA und GZA eine Investmentgesellschaft. Der zweite Sketch war Racial Draft 2004 in Episode 201. Außerdem wirkten die Cousins GZA und RZA mit Bill Murray im Jim-Jarmusch-Film Coffee and Cigarettes mit. Nur der Soundtrack zum Film Kill Bill, den RZA 2003 produzierte, ließ eine künstlerische Nähe zum ursprünglichen Konzept erkennen.
U-God und Cappadonna beschwerten sich öffentlich, dass ihnen Tantiemen vorenthalten würden. U-God verglich in einer Pressekonferenz 2004 seine Mitgliedschaft im Clan mit Sklaverei und beschwerte sich, dass seine Solo-Karriere zugunsten von anderen Mitgliedern planmäßig unterdrückt worden sei. Er verließ den Clan, gründete eine eigene Gruppe, die Hillside Scramblers und veröffentlichte die DVD Rise Of A Fallen Soldier, die seine Probleme mit dem Clan und insbesondere RZA ausführlich schilderte. Der Konflikt eskalierte in einem emotionalen Telefongespräch zwischen den beiden innerhalb einer live gesendeten Radioshow, das jedoch mit einer Wiederannäherung endete und U-God letztendlich überzeugte wieder in den Clan einzusteigen.
Der genaue Status von Cappadonna innerhalb des Clans ist bis heute ungeklärt. Während er 1997 auf Wu-Tang Forever als featured und somit klar als Gast gekennzeichnet war, schien er 2000 auf The W ein reguläres Gruppenmitglied zu sein. Ebenfalls 2000 hatte der Clan aus der New Yorker Stadtzeitung Village Voice erfahren, dass Cappadonnas persönlicher Manager Michael Caruso als Informant für die New Yorker Polizei arbeitete. Raekwon stellte dann im selben Jahr in einer Radioshow fest, dass Cappadonna nie Mitglied gewesen wäre. Auf dem 2001er Album Iron Flag fehlt er ganz, hat aber wahrscheinlich noch an den Aufnahmen mitgewirkt und wurde erst nachträglich herausgeschnitten. Ein Bein von ihm ist noch auf dem Coverfoto zu entdecken; der Rest von ihm wurde anscheinend nachträglich aus dem Foto entfernt. Eine Woche vor dem Tourneestart 2006 erzählte er der Village Voice, er wisse immer noch nicht, ob er bei der Tour dabei sei und die anderen Mitglieder müssten sich darüber noch einigen. Mitte 2007 erklärte RZA, Cappadonna sei seit kurzem juristisch gesehen ein Mitglied des Wu-Tang Clan, mehr wurde aber nicht bekannt. Aufgrund mehrerer Uneinigkeiten innerhalb des Clans, lässt sich aber nicht sagen wie stark man dem Glauben schenken kann.
Einzelne Mitglieder verließen New York City: Raekwon zog nach Atlanta, Ghostface Killah nach Miami, Cappadonna nach Baltimore.
Im Sommer 2004 begab sich die Gruppe, allen Gerüchten um einen Streit zum Trotz, ein erneutes Mal auf große Tournee. In deren Rahmen fanden auch Konzerte in Europa statt, unter anderem in London, Paris, Amsterdam und Zürich. Das einzige Deutschlandkonzert fand Anfang Juli 2004 in der Berliner Columbiahalle statt. Bei dieser Tournee fehlten Method Man und Ol’ Dirty Bastard. Cappadonna, Beretta 9 und Cilvaringz waren jedoch dabei.
Am 13. November 2004 starb Ol’ Dirty Bastard zwei Tage vor seinem Geburtstag an einer Überdosis Drogen. Dies geschah einen Tag nach dem bis 2006 letzten Konzert der Gruppe, an welchem er nicht mehr teilgenommen hatte.
Im August 2006 ging der Clan ein weiteres Mal gemeinsam auf Tour. Diesmal konnten sie in knapp 17 Städten in den USA auftreten. Nur ein Konzert fand außerhalb der USA in Oslo statt.
Es kamen Gerüchte auf, der Clan würde sich auflösen. Diese wurden aber direkt von höchst offizieller Seite dementiert und darin begründet, dass Ghostface und Method Man auf Tour sind, RZA an drei Filmen arbeite und ein großer Teil des Rests an ihren neuen Solo-Platten arbeitet. Diese spannen wiederum den Vordenker RZA ein weiteres Mal ein, so dass eine gemeinsame Zusammenarbeit des ganzen Clans damals nicht möglich war. An Raekwons noch nicht veröffentlichtem Album Built 4 Cuban Linx 2 wollten wieder mehrere Mitglieder des Wu-Tang Clans teilnehmen.
Im Dezember 2007, sechs Jahre nach Iron Flag, veröffentlichte der Wu-Tang Clan auf Bodog Music Europe das Album 8 Diagrams. Im Vorfeld gab es diverse Ereignisse, welche die Veröffentlichung verschoben oder gar in Frage stellten. Zunächst wurde sie um mehrere Monate nach hinten verschoben, da die Verwendung eines The-Beatles-Samples rechtlich noch abgeklärt werden musste. In der Zwischenzeit verkündeten mehrere Mitglieder des Clans, sie seien mit dem Album unzufrieden, da RZA dieses nach seinen orchestralischen Vorstellungen gestalte und nicht auf die Wünsche der anderen Mitglieder eingehe. Raekwon sagte sogar, dass der Clan in Zukunft ohne RZA Musik veröffentlichen würde, sofern das Konzept und die Beats nicht nochmals geändert würden. Auf der Tour zum Album wiederum war RZA kaum anwesend.
Seit 2007 treten Wu-Tang Clan jährlich auf diversen europäischen Freiluft-Festivals auf. 2013, zum 20. Geburtstag des legendären Debüts „Enter the Wu-Tang (36 Chambers)“ ging der Clan erneut auf Europa-Tournee und trat dabei auch in Deutschland auf.

### Once Upon a Time in ShaolinundA Better Tomorrow(2011–2022)

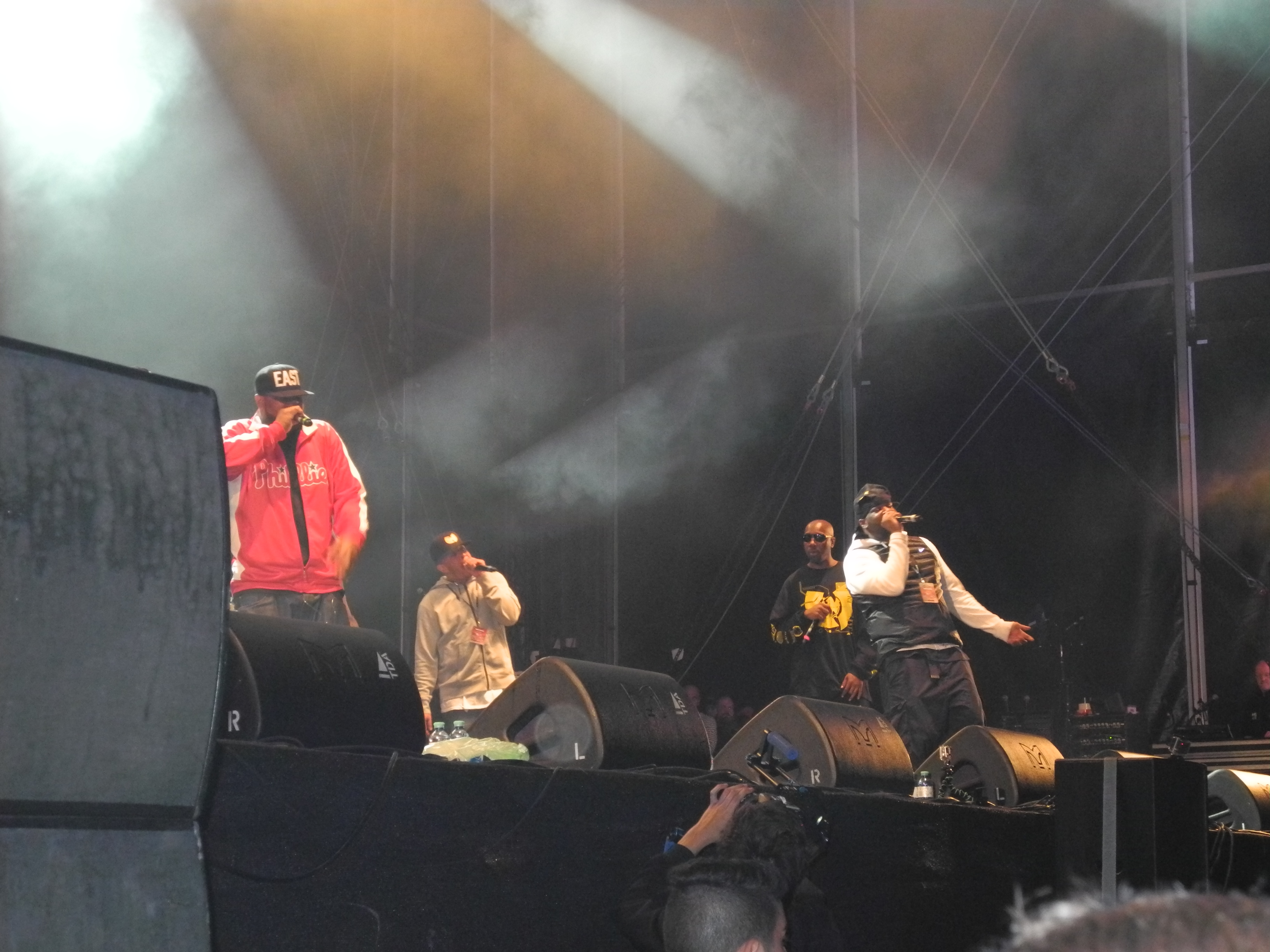
Wu-Tang Clan beim Out4Fame-Festival 2015

Bereits 2011 kündigte Raekwon an, dass die Gruppe an einem neuen Album arbeite. Nach einigem Hin und Her erschien das Album A Better Tomorrow zum 20-jährigen Jubiläum der Gruppe am 28. November 2014. Bereits zuvor war das von Cilvaringz produzierte Album Once Upon a Time In Shaolin fertiggestellt worden, das der Öffentlichkeit nicht zugänglich ist und von welchem nur ein physisches Exemplar existiert. Es befand sich im Besitz des US-amerikanischen Hedgefondsmanagers Martin Shkreli, der hierfür rund zwei Millionen US-Dollar zahlte, und eine Erklärung unterschreiben musste, dass er das Album erst im Jahre 2103 öffentlich machen darf. Am 9. März 2018 ging das Album jedoch in den Besitz des US-amerikanischen Staats über, da Martin Shkreli wegen Finanzkriminalität zu sieben Jahren Haft verurteilt wurde. Im Juli 2021 wurde das Album nach einem Urteil vom US-amerikanischen Justizministerium an die Non-Profit-Organisation „PleasrDAO“ verkauft, welche sich vor allem im Erwerb von Non-Fungible Tokens betätigt.
Am 13. Oktober 2017 wurde das Album The Saga Continues veröffentlicht. Das Album enthält Songs jedes der Gruppenmitglieder außer GZA und U-God; letzterer verklagte die Gruppe ein Jahr zuvor, weil er keine Lizenzeinnahmen erhalten habe.

### Konzertreihe in Las Vegas,Black Samson, the Bastards Swordsmenund letzte Tour (seit 2023)
Im Dezember 2023 wurde die Konzertreihe "Wu-Tang Clan: The Saga Continues… The Las Vegas Residency" in Las Vegas angekündigt, welche von Februar bis September 2024 lief. Ebenso erschien die neue Single Claudine zusammen mit Method Man.
Anfang 2025 gab die Gruppe ein neues Album mit Produzent Mathematics unter dem Titel Black Samson, the Bastards Swordsmen bekannt. Das Album erschien am 12. April 2025 und wurde stark von Blaxploitation-Filmen der 1970er-Jahre beeinflusst.
Das Ende der Bühnenkarriere wurde von Juni bis Juli 2025 im Rahmen der Tour "Wu-Tang Forever: The Final Chamber" mit Konzerten in den USA und Kanada gefeiert.

## Diskografie
Studioalben

| Jahr | Titel                           | Höchstplatzierung, Gesamtwochen, AuszeichnungChartplatzierungen (Jahr, Titel, Platzierungen, Wochen, Auszeichnungen, Anmerkungen) | Höchstplatzierung, Gesamtwochen, AuszeichnungChartplatzierungen (Jahr, Titel, Platzierungen, Wochen, Auszeichnungen, Anmerkungen) | Höchstplatzierung, Gesamtwochen, AuszeichnungChartplatzierungen (Jahr, Titel, Platzierungen, Wochen, Auszeichnungen, Anmerkungen) | Höchstplatzierung, Gesamtwochen, AuszeichnungChartplatzierungen (Jahr, Titel, Platzierungen, Wochen, Auszeichnungen, Anmerkungen) | Höchstplatzierung, Gesamtwochen, AuszeichnungChartplatzierungen (Jahr, Titel, Platzierungen, Wochen, Auszeichnungen, Anmerkungen) | Anmerkungen                                                                                 |
| Jahr | Titel                           | DE | AT | CH | UK | US | Anmerkungen                                                                                 |
| ---- | ------------------------------- | --- | --- | --- | --- | --- | ------------------------------------------------------------------------------------------- |
| 1993 | Enter the Wu-Tang (36 Chambers) | — | — | CH57 a (1 Wo.)CH | UK83 Platin · (3 Wo.)UK | US41 ×3Dreifachplatin · (43 Wo.)US                                                                                                | Erstveröffentlichung: 9. November 1993 Verkäufe: + 3.685.000                                |
| 1997 | Wu-Tang Forever                 | DE8 (21 Wo.)DE | AT17 (14 Wo.)AT | CH11 Gold · (14 Wo.)CH | UK1 Gold · (14 Wo.)UK | US1 ×4Vierfachplatin · (41 Wo.)US                                                                                                 | Erstveröffentlichung: 3. Juni 1997 Verkäufe: + 2.342.500                                    |
| 2000 | The W                           | DE11 Gold · (15 Wo.)DE | AT13 (15 Wo.)AT | CH24 (13 Wo.)CH | UK19 Gold · (14 Wo.)UK | US5 Platin · (17 Wo.)US | Erstveröffentlichung: 21. November 2000 Verkäufe: + 1.400.000                               |
| 2001 | Iron Flag                       | DE44 (6 Wo.)DE | AT36 (7 Wo.)AT | CH39 (9 Wo.)CH | UK77 (2 Wo.)UK | US32 Gold · (13 Wo.)US | Erstveröffentlichung: 18. Dezember 2001 Verkäufe: + 500.000                                 |
| 2007 | 8 Diagrams                      | DE79 (1 Wo.)DE | — | CH19 (5 Wo.)CH | — | US25 (9 Wo.)US | Erstveröffentlichung: 11. Dezember 2007 Verkäufe: + 200.000                                 |
| 2014 | A Better Tomorrow               | DE64 (1 Wo.)DE | AT51 (1 Wo.)AT | CH21 (2 Wo.)CH | UK74 (1 Wo.)UK | US29 (2 Wo.)US | Erstveröffentlichung: 2. Dezember 2014 Verkäufe: + 60.000                                   |
| 2015 | Once Upon a Time in Shaolin     | — | — | — | — | — | Erstveröffentlichung: 25. November 2015 als Einzelstück versteigert                         |
| 2025 | Black Samson                    | — | — | CH20 (1 Wo.)CH | — | — | Erstveröffentlichung: 12. April 2025 mit Mathematics; Veröffentlichung zum Record Store Day |